# Remo Freuler
Remo Freuler (Ennenda, 15 de abril de 1992) é um futebolista suíço que atua como meio-campista. Atualmente, joga pelo Bologna.

## Carreira

### Início
Freuler começou sua carreira nas divisões de base do Hinwil e mudou-se para o Winterthur em 2005. Ele fez sua estreia profissional no Winterthur aos 18 anos, fazendo dois jogos no final da Challenge League de 2009-10. 
Nesse verão, Freuler foi transferido para o Grasshopper, onde passou a maior parte da temporada com a equipe sub-21. Ele passou um tempo com o elenco profissional no início da temporada da Super League. Ele foi emprestado de volta ao Winterthur nas férias de inverno.

### Winterthur
Freuler juntou-se ao Winterthur que estava na décima posição na Challenge League após a primeira metade da temporada, apenas dois pontos acima da zona de rebaixamento. Ele fez 14 jogos naquela temporada, com destaque para seus primeiros gols na carreira contra Kriens em 4 de março de 2012, e o Winterthur terminou a competição em quarto lugar.
Freuler foi titular em todos os jogos, exceto dois na temporada de 2012–13, com Winterthur terminando em terceiro no campeonato. 
O contrato de Freuler com o Winterthur tornou-se permanente no verão e ele fez mais 21 partidas pelo clube na temporada seguinte, antes de se transferir para o FC Luzern da Super League.

### Luzern
Em 18 de fevereiro de 2014, Freuler foi se transferiu para o Luzern. Ele estreou no clube em 2 de março, contra o St. Gallen, sob o comando do técnico Carlos Bernegger. Ele marcou seu primeiro gol pelo clube contra o Young Boys em 6 de abril. O Luzern terminou a temporada de 2013-14 em quarto lugar.
Freuler marcou sete gols e deu cinco assistências na temporada de 2014-15. Ele foi titular em todos os jogos da temporada seguinte sob o comando de Markus Babbel antes de transferir para a Atalanta.

### Atalanta

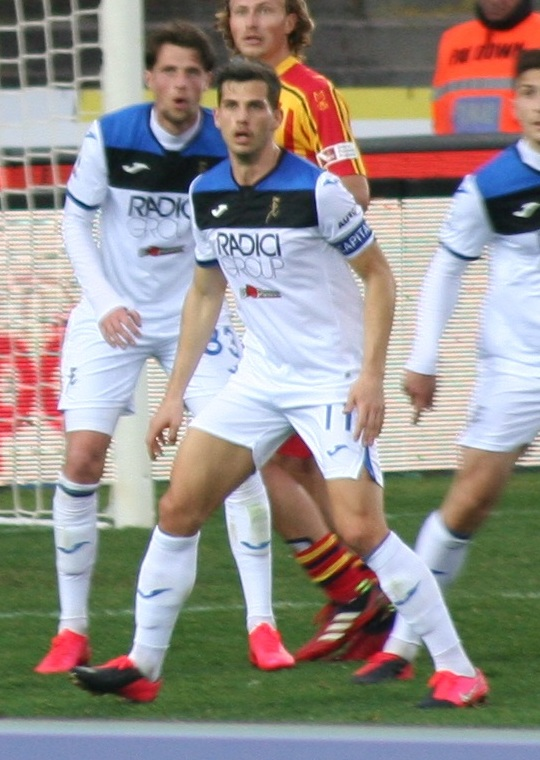
Freuler como capitão da Atalanta em 2020

Em 19 de janeiro de 2016, Freuler mudou-se para a Atalanta por uma taxa de transferência de € 2 milhões. Ele fez sua estreia na Serie A em 7 de fevereiro contra o Empoli.
Depois de ser substituído contra a Sampdoria, Freuler foi um reserva não utilizado pelo técnico Edy Reja nos próximos sete jogos, até retornar ao time titulare dois meses depois contra a Roma. Após a partida, um jornalista italiano deu-lhe o apelido de Iceman, que Freuler disse ter sido "porque eu estava muito calmo com a bola".
Ele marcou seu primeiro gol pelo time de Bérgamo em 2 de maio contra o eventual vice-campeão Napoli.
Freuler fez 29 partidas na temporada de 2016-17, na qual Atalanta terminou em quarto lugar na tabela, uma melhora de nove posições sob o comando de Gian Piero Gasperini. A Atalanta também se classificou para a fase de grupos da Liga Europa pela primeira vez desde 1990.
Ele fez sua primeira aparição na fase de grupos da Liga Europa em uma vitória por 3-0 sobre o Everton. Ele havia jogado anteriormente nos playoffs pelo Luzen contra o St Johnstone. Ele abriu sua conta de gols na temporada de 2017-18 contra a Fiorentina, marcando o gol do empate no quarto minuto dos acréscimos em 24 de setembro de 2017.

## Carreira internacional
Freuler passou pelas seleções de base da Suíça antes de ser convocado para a seleção principal pela primeira vez durante a campanha de qualificação para a Copa do Mundo de 2018. Ele foi incluído na convocação da seleção suíça para a Copa do Mundo de 2018.
Em maio de 2019, ele jogou nas finais da Liga das Nações da UEFA de 2019, onde sua equipe terminou em quarto lugar.

## Estatísticas
Atualizada em 18 de maio de 2021.

### Clubes
| Clubes            | Temporadas        | Liga               | Liga  | Liga | Copa  | Copa | Europa | Europa | Total | Total |
| Clubes            | Temporadas        | Divisão            | Jogos | Gols | Jogos | Gols | Jogos  | Gols   | Jogos | Gols  |
| ----------------- | ----------------- | ------------------ | ----- | ---- | ----- | ---- | ------ | ------ | ----- | ----- |
| Winterthur        | 2009–10           | Challenge League   | 2     | 0    | 0     | 0    | 0      | 0      | 2     | 0     |
| Grasshopper       | 2010–11           | Swiss Super League | 5     | 1    | 2     | 1    | 0      | 0      | 7     | 2     |
| Grasshopper       | 2011–12           | Swiss Super League | 7     | 0    | 2     | 1    | 0      | 0      | 9     | 1     |
| Grasshopper       | Total             | Total              | 12    | 1    | 4     | 2    | 0      | 0      | 16    | 3     |
| Winterthur        | 2011–12           | Challenge League   | 14    | 2    | 1     | 0    | 0      | 0      | 15    | 2     |
| Winterthur        | 2012–13           | Challenge League   | 35    | 3    | 2     | 1    | 0      | 0      | 37    | 4     |
| Winterthur        | 2013–14           | Challenge League   | 21    | 3    | 1     | 0    | 0      | 0      | 22    | 3     |
| Winterthur        | Total             | Total              | 70    | 8    | 4     | 1    | 0      | 0      | 74    | 9     |
| Luzern            | 2013–14           | Swiss Super League | 12    | 1    | 1     | 0    | 0      | 0      | 13    | 1     |
| Luzern            | 2014–15           | Swiss Super League | 33    | 7    | 3     | 0    | 2      | 0      | 38    | 7     |
| Luzern            | 2015–16           | Swiss Super League | 18    | 1    | 4     | 0    | 0      | 0      | 22    | 1     |
| Luzern            | Total             | Total              | 63    | 9    | 8     | 0    | 2      | 0      | 73    | 9     |
| Atalanta          | 2015–16           | Serie A            | 6     | 1    | 0     | 0    | 0      | 0      | 6     | 1     |
| Atalanta          | 2016–17           | Serie A            | 33    | 5    | 2     | 0    | 0      | 0      | 35    | 5     |
| Atalanta          | 2017–18           | Serie A            | 35    | 5    | 3     | 0    | 8      | 1      | 46    | 6     |
| Atalanta          | 2018–19           | Serie A            | 35    | 2    | 4     | 0    | 5      | 0      | 44    | 2     |
| Atalanta          | 2019–20           | Serie A            | 31    | 2    | 1     | 0    | 8      | 1      | 40    | 3     |
| Atalanta          | 2020–21           | Serie A            | 32    | 2    | 4     | 0    | 7      | 0      | 43    | 2     |
| Atalanta          | Total             | Total              | 172   | 17   | 14    | 0    | 28     | 2      | 214   | 19    |
| Total da carreira | Total da carreira | Total da carreira  | 319   | 35   | 30    | 3    | 30     | 2      | 379   | 40    |

### Seleção
| Anos  | Jogos | Gols |
| ----- | ----- | ---- |
| 2017  | 7     | 0    |
| 2018  | 7     | 0    |
| 2019  | 7     | 1    |
| 2020  | 4     | 2    |
| 2021  | 2     | 0    |
| Total | 27    | 3    |

## Títulos
Bologna
- Coppa Italia: 2024–25[8]